# Eric Reissner
Eric Reissner (* 5. Januar 1913 in Aachen; † 1. November 1996 La Jolla) war ein deutschstämmiger US-amerikanischer Ingenieur.

## Leben
Reissner war der Sohn des Ingenieurs Hans Jacob Reissner. Er studierte an der TU Berlin, wo er 1936 sein Diplom als Bauingenieur bekam. 1937 ging er in die USA und 1938 wurde er am Massachusetts Institute of Technology bei Dirk Struik promoviert (Contributions to the Theory of Elasticity of Non-Isotropic Materials), wo er danach Mathematik unterrichtete. 1947 wurde er dort Professor für Angewandte Mathematik.
Von 1948 bis 1955 war er am Langley Research Center der NASA und 1956 bis 1957 am Palo Alto Research Center von Lockheed. 1970 ging er als Professor für Angewandte Mechanik und Ingenieurwissenschaften an die University of California, San Diego, wo er 1972/73 Vorstand der Fakultät für Angewandte Mechanik und Ingenieurwissenschaften war und 1979 emeritierte.
1962 war er Guggenheim Fellow. Er war Mitglied der American Institute of Aeronautics and Astronautics, der American Society of Civil Engineers (ASCE), der American Academy of Arts and Sciences (1950), der ASME und der National Academy of Engineering (1976). 1988 erhielt er die ASME-Medaille, die von Karman Medaille der ASCE und 1973 die Timoschenko-Medaille. Er war Ehrendoktor der Universität Hannover. Er war Ehrenmitglied der Gesellschaft für Angewandte Mathematik und Mechanik (GAMM).
Reissner war seit 1945 US-Staatsbürger. Er war seit 1938 mit Johanna Reissner verheiratet, mit der er einen Sohn und eine Tochter hatte.

## Werk
Er befasste sich mit Elastizitätstheorie (unter anderem mit Anwendungen in der Bodendynamik), Theorie der Platten, Schalen und Träger, Dynamik von Strukturen sowie Turbulenz, Aerodynamik und Tragflügeltheorie. Er entwickelte eine Theorie der Scherdeformation dünner Platten (Reissner Shear Deformation Plate Theory), die das Randbedingungs-Paradoxon von Gustav Kirchhoff löste und Anwendungen etwa auf Flugzeughäute und Geschossdecken hatte. Nach ihm ist das Reissner Variationsprinzip in der Technischen Mechanik benannt. Reissner war der Autor und Ko-Autor von über 300 wissenschaftlichen Veröffentlichungen.

## Schriften
- Selected works in applied mathematics and mechanics. Jones and Bartlett, 1996
- mit William Martin: Elementary Differential Equations. 1961; Dover 1986